# Парадата

Парадата (авест. paraδāta — «призначений (за законом) очолювати») — в Авесті легендарна іранська династія царів-цивілізаторів, які першими організували державний лад та написали перші закони. Цикл легенд про царів цієї династії спочатку був безсистемним, і лише в І—ІІІ ст. їх об'єднали, систематизували та відредагували відповідно до релігійних канонів Авести. Саме після систематизації та канонізації до династії ввійшли такі царі:
- Гаош'янга Парадата (авест. haošyanghô paraδāta — «добрий вибір призначеного (за законом) очолювати») — перший цар з династії Парадата; цивілізатор — навчив людей землеробства, будівництва, у деяких міфах навіть «розкрив таємницю вогню», організував людей у суспільство, яке мало керуватися владою одного царя; 40-річне правління Парадати — «золота ера» людства;
- Тахма Урупі (авест. taxma urupa — «хоробрий лис / хоробрий, одягнений в хутро лисиці») — другий цар династії, навчив людей писемності, правив 30 років;
- Їма Хшайта (авест. ýima xšaêtahe — «пара / близнюки сяйливі») — брат Тахма-Урупі, який правив понад шістсот років, імовірно спочатку вважався першолюдиною та царем «золотої доби», згодом став третім Парадата; прапращур аріїв;
- Ажі-Дагака (авест. azhiš dahâkem — «змій жалючий») — четвертий цар, убивця Їми, узурпатор;
- Трайтаона (авест. thraêtaonô — «великий нащадок Тріти») — син Водяного, вбивця Ажі-Дагаки, перший цілитель, мав трьох синів: злодіїв Тура та Сайріма (від яких походять відповідно кочовики-тури та кочовики-сайріма) та праведного Ар'ю, якому передав владу над Іраном; після смерті Ар'ї повертається та править (разом із роками Ар'ї) 500 років;
- Ар'я (авест. aírya — «Арій») — пращур праведних аріїв-іранців, правив Іраном 12 років, був убитий братами Туром та Сайрімою;
- Манушчітра (авест. Manuščiθra — «народжений на горі Мануш») — нащадок Ар'ї, став царем після Трайтаони, убив Тура та Сайріму, правив 120 років;
- Наотара — син та наступних Манушчітри, маловідомий, правив нетривалий час, від нього ведуть свій рід Нотаріди, прихильники Заратуштри.